# Méthode des potentiels métra
Pour les articles homonymes, voir MPM.
La méthode des potentiels métra ou MPM, est une technique de gestion de projet, inventée par le Français Bernard Roy en 1958, pour l'usine de fabrication de vilebrequins Mavilor.
Elle exploite un graphe orienté sans circuit représentant le déroulement du projet sous étude.
- Les sommets figurent les tâches, souvent figurées par des rectangles comprenant les dates de début et de fin au plus tôt et au plus tard ainsi que la référence et la durée de la tâche.
- Les arcs représentent les contraintes d'antériorité, et sont donc orientés vers la ou les tâches postérieures. Ils peuvent être porteurs d'une valeur numérique :
  - positive, elle figure un retard pur correspondant à une tâche non ouvrée comme un séchage;
  - négative, elle indique la durée d'un recouvrement partiel, une nouvelle tâche sur un long chantier pouvant être lancée à un bout avant que la précédente soit finie à l'autre.

Ces conventions facilitent la modélisation.